# Typhlomys chapensis
Typhlomys chapensis är en gnagare som beskrevs av Wilfred Hudson Osgood 1932 och som ingår i familjen taggsovare. Utbredningsområdet är bergstrakter i norra Vietnam samt i provinsen Yunnan i Kina.
Djuret liknar kinesisk taggsovare (Typhlomys cinereus) i utseendet och det beskrevs ursprungligen som en underart till denna. Jämförd med kinesisk taggsovare är Typhlomys chapensis större, har mörkare bakfötter och en gulvit undersida (istället för ljusgrå).  Olika undersökningar under 1990-talet visade att kinesisk taggsovare har en stor variation i färgsättningen och den beskrivna populationen listades därför en tid som synonym till Typhlomys cinereus. Kroppslängden (huvud och bål) är 6,1 till 11,5 cm, svanslängden år 8,0 till 12,6 cm och vikten varierar mellan 7,7 och 22,6 g. På svansens främre del förekommer glest fördelade hår och slutet är yvig liksom en borste som används för flaskor. Typhlomys chapensis saknar taggar i ovansidans päls.
En studie från 2014 visade att den genetiska avvikelsen är tillräckligt stor för att godkänna Typhlomys chapensis som art.
Arten äter frukter och frön. Individer fångades i den lägre växtligheten samt på marken. En studie med exemplar i fångenskap visade att de kan orientera sig med hjälp av ultraljud och ekolokalisering, vad som är unik bland gnagare.